# Liste der Baudenkmäler in Weißenohe
Auf dieser Seite sind die Baudenkmäler in der oberfränkischen Gemeinde Weißenohe zusammengestellt. Diese Tabelle ist eine Teilliste der Liste der Baudenkmäler in Bayern. Grundlage ist die Bayerische Denkmalliste, die auf Basis des Bayerischen Denkmalschutzgesetzes vom 1. Oktober 1973 erstmals erstellt wurde und seither durch das Bayerische Landesamt für Denkmalpflege geführt wird. Die folgenden Angaben ersetzen nicht die rechtsverbindliche Auskunft der Denkmalschutzbehörde.
 Diese Liste gibt den Fortschreibungsstand vom 8. März 2023 wieder und enthält 7 Baudenkmäler.

## Baudenkmäler nach Ortsteilen

### Weißenohe
| Lage                                                            | Objekt                                                    | Beschreibung | Akten-Nr.     | Bild                                       |
| --------------------------------------------------------------- | --------------------------------------------------------- | --- | ------------- | ------------------------------------------ |
| Dorfhauser Straße 6 (Standort)                                  | Pfarrhaus                                                 | Stattlicher zweigeschossiger Mansardwalmdachbau, massiv, verputzt, Mittelrisalit, Eckquaderungen, Neubarock, bezeichnet 1901 | D-4-74-173-1  | weitere Bilder                             |
| Dorfhauser Straße 6 (Standort)                                  | Einfriedung                                               | gusseiserne Lanzetten bzw. Bretterzaun zwischen verputzten Steinpfosten, um 1901 | D-4-74-173-1  | BW                                         |
| Hauptstraße 14; Hauptstraße 18; Hauptstraße 20 (Standort)       | Klosterbrauerei                                           | Zweiflügeliger massiver Satteldachbau, langgestreckter Nordflügel mit korbbogigem Portal, bezeichnet 1827, nach Osten Staffelgiebel, Westflügel mit Tordurchfahrt, toskanischen Pilastern und Muttergottesfigur, erste Hälfte 18. Jahrhundert. | D-4-74-173-6  | Klosterbrauerei                            |
| Hauptstraße 17 (Standort)                                       | Ehemaliges Forsthaus                                      | Klosterbäckerei, zweigeschossiger traufständiger Satteldachbau, verputztes Fachwerk, im Kern 17. Jahrhundert, überformt. | D-4-74-173-3  | Ehemaliges Forsthaus                       |
| Klosterstraße 6; Klosterstraße 8; Klosterstraße 10 (Standort)   | Wirtschaftsgebäude des ehemaligen Klosters                | Drei zweigeschossige Putzbauten mit Satteldach, wohl 17. Jahrhundert, überformt. | D-4-74-173-11 | Wirtschaftsgebäude des ehemaligen Klosters |
| Klosterstraße 17; Klosterstraße 14; Klosterstraße 16 (Standort) | Katholische Pfarrkirche St. Bonifaz, Wunibald und Walburg | Ehemalige Benediktinerklosterkirche, barocke Saalkirche mit gerade geschlossenem Chor, Westturm und Kapellenanbau nach Norden, Kirchenraum massiv verputzt mit Walmdach, Turm Sandsteinquader mit Zwiebelhaube, 1692–1707 nach Plänen von Wolfgang Dientzenhofer; mit Ausstattung; an der Südseite, Kreuzgang und Sakristei, zweigeschossiger Pultdachanbau, massiv verputzt; von den ehemaligen Klostergebäuden der Westflügel, dreigeschossiger Sandsteinquaderbau mit abgewalmtem Satteldach, Monumetalpilastergliederung, 1725/27 wohl nach Plänen von Johann Dientzenhofer; zur ehemaligen Klosterökonomie siehe: ehemalige Wirtschaftsgebäude des Klosters, ehemalige Klostermühle und ehemalige Klosterbrauerei. | D-4-74-173-4  | weitere Bilder                             |
| Klosterstraße 17 (Standort)                                     | Friedhofstor                                              | Massiv, verputzt, 18. Jahrhundert, mit Wappen der Herren von Hirschberg, Sandstein, bezeichnet 1388; zwischen Klosterbrauerei und Kirche. | D-4-74-173-5  | Friedhofstor                               |
| Mühlenweg 6 (Standort)                                          | Ehemalige Klostermühle                                    | Stattlicher zweigeschossiger Satteldachbau, massiv, verputzt, frühes 18. Jahrhundert. | D-4-74-173-7  | Ehemalige Klostermühle                     |

## Abgegangene Baudenkmäler
In diesem Abschnitt sind Objekte aufgeführt, die früher einmal in der Denkmalliste eingetragen waren, jetzt aber nicht mehr existieren, z. B. weil sie abgebrochen wurden. Aktennummern in diesem Abschnitt sind ehemalige, jetzt nicht mehr gültige Aktennummern.

| Lage                                      | Objekt     | Beschreibung | Akten-Nr.     | Bild |
| ----------------------------------------- | ---------- | --- | ------------- | ---- |
| Weißenohe Hauptstraße 11 (Standort)       | Bauernhaus | Zweigeschossiger, giebelständiger Satteldachbau, massiv und Fachwerk, teilverputzt, 18. Jahrhundert; 2017 abgebrochen.                        | D-4-74-173-2  | BW   |
| Dorfhaus Hüttenbacher Straße 5 (Standort) | Bauernhaus | Ehemaliges Wohnstallbau, erdgeschossiger verputzter Satteldachbau, Erdgeschoss wohl massiv, Giebelfachwerk, 18. Jahrhundert; 2015 abgebrochen | D-4-74-173-10 | BW   |